# Tipula (Yamatotipula) nuntia
Tipula (Yamatotipula) nuntia is een tweevleugelige uit de familie langpootmuggen (Tipulidae). De soort komt voor in het Nearctisch gebied.